# Ivan Rodić
Ivan Rodić (ur. 11 listopada 1985 w Omišu) – chorwacki piłkarz, występujący na pozycji napastnika.

## Kariera piłkarska

### Kariera klubowa
W 2004 rozpoczął karierę klubową w klubie Mosor Žrnovnica, skąd w lipcu 2007 przeszedł do NK Imotski. Latem 2008 został piłkarzem pierwszoligowego klubu HNK Šibenik. W następnym sezonie 2009/10 bronił barw Hajduka Split. Potem występował w HNK Rijeka. 1 marca 2011 podpisał kontrakt z klubem Istra 1961. Podczas przerwy zimowej sezonu 2011/2012 przeszedł do ukraińskiej Zorii Ługańsk. 27 lutego 2013 opuścił ługański klub. Po pół roku bez gry 9 sierpnia 2013 roku podpisał kontrakt z Arsenałem Kijów, ale nie zagrał żadnego meczu, a jesienią klub przestał istnieć. 15 sierpnia 2014 został piłkarzem Howerły Użhorod. Po zakończeniu sezonu 2014/15 opuścił zakarpacki klub. 27 sierpnia 2015 dołączył do Metalista Charków. Po zakończeniu sezonu 2015/16 opuścił charkowski klub. W 2017 bronił barw FK Atyrau. 23 marca 2018 wrócił do Arsenału Kijów. Po zakończeniu sezonu 2017/18 opuścił kijowski klub.

## Sukcesy i odznaczenia

### Sukcesy klubowe
- finalista Pucharu Chorwacji: 2010